# Międzyrzecki
Międzyrzecki là một huyện thuộc tỉnh Lubuskie của Ba Lan. Huyện có diện tích 1388 km². Đến ngày 1 tháng 1 năm 2011, dân số của huyện là 58153 người và mật độ 42 người/km².